# Kisame Hoshigaki
 (juin 2024).
Kisame Hoshigaki (干柿鬼鮫, Hoshigaki Kisame) est un personnage du manga Naruto.
C'est un ninja déserteur du village de Kiri, désormais membre de l'organisation Akatsuki, où il fait équipe avec Itachi Uchiwa.
Kisame est doté d'un visage évoquant celui d'un requin.

## Profil

### Histoire
Kisame était autrefois un ninja d'élite de Kiri. Il faisait équipe avec les Sept Épéistes de la Brume. Avec entre autres Zabuza Momochi (qu'il surnomme « le gamin »). Son sensei, Fuguki Suikazan était le possesseur de l’épée Samehada.
Durant une mission avec l’équipe des services secrets, Kisame a dû tuer ses camarades, pour qu’ils ne tombent pas aux mains des ANBU de Konoha. Par la suite, il assassine son maître sur ordre du 4e Mizukage, car il divulguait des informations à l’ennemi. C’est à ce moment qu’il rencontre Tobi qui se présente à lui comme Madara Uchiwa ; Kisame comprend qu’il manipule le 4e Mizukage avec le Sharingan.
Il est dit que les sept épéistes légendaires tentèrent un jour de prendre le contrôle du Pays de l'Eau, mais échouèrent et se retrouvèrent dans une situation de ninjas déserteurs (nuke-nin). Kisame rejoint alors Akatsuki, où il fait équipe avec Itachi Uchiwa. Sur ordre du chef d’Akatsuki, Pain, ils vont à Konoha dans le but de capturer Naruto Uzumaki, l’hôte du démon à neuf queues. Mis en échec par plusieurs jōnin du village, et malgré son envie d’en découdre (avec notamment Gaï Maito qui l'a envoyé à terre avec la « grande tornade de Konoha »), il suit l’avis d'Itachi pour effectuer une retraite stratégique.
Lorsque Naruto part avec Jiraya chercher Tsunade, ils les suivent, cherchant une occasion de mettre la main sur Naruto. Après avoir distrait Jiraya avec une jeune fille soumise à l'emprise d’une technique d’illusion, ils viennent chercher Naruto seul dans sa chambre d'hôtel, mais sont interrompus par l’arrivée de Sasuke, puis de Jiraya qui les force à prendre la fuite. Ils semblent par la suite ne plus s'intéresser à Naruto, du fait que Kyûbi doit être le dernier démon à être scellé pour ne pas fragiliser la statue du Démon des Enfers qui doit contenir les bijū.
Ils vont alors à la recherche de Yonbi que Kisame combat et vainc (le combat n’est pas narré, mais on apprend que Yonbi (et Rôshi, son jinchūriki) était un adversaire puissant, utilisant des techniques héréditaires à base de lave, le Yōton).
Lorsque Sasuke est sur le point de combattre Itachi, ce dernier demande à Kisame de laisser passer Sasuke seul pour une confrontation à un contre un. Kisame retient donc le reste de l’équipe Hebi. L’on apprend alors que Kisame a connu Suigetsu Hôzuki (qui a lui-même des vues sur Samehada), il y a 10 ans ; il engage un combat « amical » avec lui.
Après la mort d’Itachi, Kisame est rejoint par Tobi qui lui montre son visage. Kisame le reconnaît, et le nomme « Madara-san », puis « Mizukage-sama ».
À la suite de l’échec de Sasuke et l'équipe Taka dans la capture de Hachibi, cette mission est donnée à Kisame par Tobi. Kisame part donc à la recherche de Killer Bee qu’il trouve grâce au « flair » de Samehada pour les chakra puissants. Il engage alors le combat contre ce dernier.
Après avoir épuisé Killer Bee, Kisame fait croire qu’il est trahi par Samehada, tombée amoureuse du chakra de Hachibi, puis selon les apparences, est décapité par une attaque combinée de Killer Bee et du Raikage venu en renfort. Cette mise en scène permet au véritable Kisame de se cacher à l'intérieur de Samehada et d’infiltrer Kumo en trompant les ninjas pisteurs croyant que Samehada avait aspiré le chakra de Kisame, le corps décapité étant un clone de la partie blanche de Zetsu, capable de prendre la forme et l'apparence du chakra d'une personne.
Après avoir espionné Killer Bee jusqu’à l’île où ce dernier enseigne à Naruto comment maîtriser Kyûbi, sa présence est révélée par les nouvelles capacités de Naruto. En s’enfuyant, il doit affronter Gaï Maito qui le vainc après avoir ouvert sept portes célestes pour utiliser sa plus puissante technique de taïjutsu, le « Tigre du zénith».
Pour éviter qu’on lui soutire des informations, Kisame se mord la langue pour reprendre conscience, puis s’enferme dans une prison d’eau où il invoque des requins, qui le dévorent avant de disparaître. Motoï se demande cependant s’il est vraiment mort. Etant donné que son corps est entièrement dévoré par ses requins qui retournent à leur lieu d'origine après la mort de leur invocateur, Kisame ne fait pas partie des anciens membres d’Akatsuki dont Kabuto Yakushi invoque les âmes pour partir en guerre.

### Personnalité

Bague de Kisame.

Kisame est très efficace pour les combats demandant une grande puissance. Selon Itachi, il n'est en revanche pas adapté pour les missions demandant de la discrétion, l’attrait de ce personnage pour les techniques invoquant raz-de-marée et autres techniques impliquant une grande quantité d'eau expliquant cela : il a une propension à utiliser durant ses combats beaucoup de chakra (dont celui de son adversaire, volé par Samehada), et à créer des masses d’eau visibles à des kilomètres.
Malgré son apparente brutalité, il s'estime moins sadique que son comparse, il semble aussi assez rancunier. Il est toujours souriant ou hilare, même si ces sentiments s'accompagnent souvent de malveillance. Contrairement à d'autres duos où les relations sont plus conflictuelles (Kakuzu et Hidan se détestent copieusement, Sasori et Deidara se disputaient constamment sur leur conception de l'art), Kisame et Itachi s'entendent très bien.
Kisame déteste Gaï Maito (qu'il surnomme « l'ornithorynque endimanché » et dont il dit que son cerveau est « aussi creux que celui d'une bête sauvage »), puisque ce dernier lui a particulièrement bien résisté lors de leurs deux rencontres et même mis sérieusement en difficulté. Kisame considère Tobi comme une bonne pâte qui met de l'ambiance dans Akatsuki et regrette Deidara qui s'est auto-détruit dans le but de tuer Sasuke, en disant que quelqu’un de son niveau est difficilement remplaçable.

### Capacités
Kisame utilise principalement des Techniques d'Eau (Suiton), bien qu'il ait la possibilité d'utiliser les techniques de Terre (Doton).
Il possède une quantité phénoménale de chakra, même comparé aux autres membres du groupe (dont la moyenne est quand même très élevée). Il est relativement doué dans les combats de corps à corps, sa force et ses techniques d'eau aidant. Gaï qui possède pourtant une force incroyable dira de celle de Kisame qu'elle est surhumaine.

Épée de Kisame peau de requin

Il possède une épée spéciale, appelée peau de requin (samehada), qui a la particularité d'absorber le chakra et de ne pas posséder de tranchant. Elle est composée de centaines de dents, comme celles d'un requin, et déchiquette au lieu de couper. Une fois libérée de ses bandages, elle prend une grande ampleur (au point d'être plus grande et plus large que Kisame), et possède à son extrémité une bouche de squale. Cette arme, vivante, émet des « cris » d'excitation lorsqu'elle se trouve en présence d'un chakra puissant (celui du bijū d'un jinchūriki par exemple), et n'obéit qu'à son maître (concrètement, si quelqu'un d'autre la manie, des dents de requin jaillissent du manche, lui faisant lâcher prise). Plus Samehada absorbe de chakra, plus elle grossit ; elle peut avaler d'un coup l'équivalent en chakra de 6 queues du démon Hachibi, pour peu qu'il soit extériorisé.
Lorsqu'il est blessé, Kisame peut récupérer le chakra que Samehada a volé à ses adversaires, et le transformer en énergie pour se soigner, quelle que soit la gravité de sa blessure. Ses plaies se referment à la manière de celles d'un jinchūriki soigné par son démon. Cette habilité serait à l'origine de son surnom « le bijū sans queue ».
Après avoir créé suffisamment d'eau avec la technique de la « grande vague explosive », Kisame peut fusionner avec Samehada pour créer un être aquatique mi-homme, mi-requin possédant des bras et des jambes palmés et griffus, en plus de branchies, d'une queue de requin et d'un grand aileron.
Samehada est également capable de « tracer » les chakra puissants (c'est ainsi que Kisame retrouvera Killer Bee). Cette épée est considérée comme la meilleure de toutes celles des « Sept Épéistes de la Brume » par Chôjûrô. Suigetsu Hôzuki souhaite collecter cette épée (comme les six autres), mais il ne peut rivaliser face à Kisame lorsqu’ils combattent durant la confrontation entre Sasuke et Itachi. Par ailleurs, lorsqu’ils rentrent dans Akatsuki, Sasuke dit à Suigetsu qu’il n'est pas encore assez fort.
Kisame ne peut pas absorber de chakra qui n'est pas extériorisé, et a fortiori tuer un adversaire en le vidant de son chakra. Cette impossibilité fait de Gaï Maito un rival très compétent, puisqu’il extériorise peu de chakra, combattant uniquement en taijutsu. S’il parvient à se relier à un adversaire avec des fils de chakra, comme dans le cas d’Aoba, il peut cependant aspirer son chakra jusqu’à lui faire perdre conscience.

## Techniques
Les techniques ci-dessous sont toutes tirées du manga et utilisées officiellement par Kisame. Elles sont placées par ordre d'apparition.
- Suiton - Le requin élémentaire aqueux (水遁・水鮫弾の術, Suiton - Suikōdan no jutsu?)[6]
Cette technique crée un missile en forme de requin à partir d'eau, qui sera ensuite propulsé sur l'ennemi.
- Doton - Déplacement souterrain tel le poisson dans l'eau (土遁・土中映魚の術, Doton - Dochū eigyo no Jutsu?)[10]
Kisame s'approche de son ennemi à grande vitesse, tout en étant sous la terre et en laissant une partie de Samehada émerger, ce qui peut donner l'impression d’une attaque de requin.
- Suiton - La vague explosive (水遁・爆水衝波, Suiton - Bakusui shōha?)[11]
Kisame lance son arme en l'air, joint ses mains et envoie une énorme quantité d'eau qui se répand et forme une gigantesque vague. Il se met au sommet de cette vague qui fonce droit sur ses adversaires.
- Suiton - Clone aqueux (水遁・水分身の術, Suiton - Mizu bunshin no jutsu?)[8]
Cette technique assez connue au pays du brouillard permet de créer des clones de l'utilisateur, possédant le dixième de sa puissance, et ne pouvant se déplacer très loin de celui-ci.
- Suiton - La prison aqueuse (水遁・水牢の術, Suiton - Suirō no jutsu?)[8]
Utilisée intelligemment, cette technique peut permettre d'immobiliser plusieurs adversaires d'un coup (en utilisant des clones aqueux). Lorsqu'ils sont à l'intérieur de ladite prison, il ne semble pas y avoir de moyen de s'en libérer du fait de l'importante densité de l'eau. Lors du combat contre la team Gaï, Kisame se servira de ses clones aqueux pour utiliser la « Prison aqueuse » sur plusieurs adversaires en même temps. Il semblerait que les techniques des Hyûga peuvent néanmoins annihiler cette technique, en lançant un Kaiten. Kisame peut invoquer des requins à l'intérieur des prisons aqueuses.
- Suiton - Les cinq requins affamés (水遁・五食鮫, Suiton - Goshokusame?)[12]
Comme l'indique son nom, cinq requins sont créés à partir de chakra Suiton pour pourchasser l'ennemi sous l'eau. Ces requins peuvent se régénérer continuellement tant qu'une partie de leur corps subsiste dans de l'eau. L'utilisateur doit maintenir le flot de chakra continuellement au contact de la surface de l'eau pour que les requins subsistent.
- Suiton - La grande vague explosive (水遁・大爆水衝波, Suiton - Dai bakusui shōha?)[9]
Version plus puissante de la « vague explosive » : Kisame crache une vague colossale qui submerge ses adversaires.
- Technique de la danse du requin en prison aqueuse (水牢鮫踊りの術, Suirō same odori no jutsu?)
Avec l'eau créée avec la technique de la « grande vague explosive », Kisame crée une prison aqueuse gigantesque de la forme d'une bulle. Il fusionne alors avec Samehada pour donner un être aquatique pouvant respirer sous l'eau et s'y déplacer très rapidement. De plus, le centre de la bulle d'eau suit Kisame, qui peut ainsi empêcher son adversaire d'en sortir grâce à sa vitesse et sa capacité à sentir le chakra(par l'épiderme) et le vaincre finalement par asphyxie.
Aux dires de Kisame, cette technique est très efficace pour capturer les jinchūriki sans les tuer. Une fois qu'ils s'évanouissent à cause du manque d'oxygène, il rompt la technique et peut alors disposer du corps inerte de sa cible comme il l'entend.
Par ailleurs, l'être résultant de la fusion entre Kisame et Samehada possède les propriétés d'absorption de chakra de l'épée et il est donc difficile de l'attaquer au corps à corps sans perdre énormément d'énergie.
- Suiton - Le Mégalodon ancestral  (水遁・大鮫弾の術, Suiton - Daikōdan no jutsu?)[1],[3]
Kisame crée un missile en forme de requin colossal et le propulse sur son adversaire. Celui-ci a la particularité d'absorber le chakra de sa cible afin de devenir plus grand et plus puissant. Plus la technique absorbée est puissante, plus le requin devient fort.
- Technique d’invocation (口寄せの術, Kuchiyose no jutsu?)
Technique servant à invoquer des animaux ou des objets dont la puissance ou l'importance est déterminée selon la quantité de chakra utilisée. Elle est employée par Kisame pour invoquer des requins.
Cette technique est un pacte de sang avec la race invoquée (l'utilisateur signe avec son sang sur un parchemin). Elle nécessite donc que l'invocateur utilise son sang pour marquer la main qui va apposer l'invocation.
Kisame utilise la « Prison aqueuse » afin de fournir au requin son élément s’il n’est pas dans l’eau.

### Tomes en français
- Masashi Kishimoto (trad. Sébastien Bigini), Naruto tome 16 : La bataille de Konoha, dernier acte !!, Kana, coll. « Shonen Kana / Naruto », 4 mars 2005, 192 p., Tankōbon / 115x175mm (ISBN 2-87129-723-1 et 978-2-87129-723-9, présentation en ligne)
- Masashi Kishimoto (trad. Sébastien Bigini), Naruto tome 29 : Kakashi versus Itachi !, Kana, coll. « Shonen Kana / Naruto », 4 mai 2007, 192 p., Tankōbon / 115x175mm (ISBN 978-2-5050-0097-6, présentation en ligne)
- Masashi Kishimoto (trad. Sébastien Bigini), Naruto tome 50 : Duel à mort dans la prison aqueuse !!, Kana, coll. « Shonen Kana / Naruto », 3 septembre 2010, 192 p., Tankōbon / 115x175mm (ISBN 978-2-5050-0956-6, présentation en ligne)
- Masashi Kishimoto (trad. Sébastien Bigini), Naruto tome 52 : Réalités multiples, Kana, coll. « Shonen Kana / Naruto », 4 mars 2011, 208 p., Tankōbon / 115x175mm (ISBN 978-2-5050-1061-6, présentation en ligne)